# Charleston-massakren
Charleston-kirkeskyderiet (også kendt som Charleston-kirkemassakren) var et masseskyderi, der foregik den 17. Juni 2015 i Charleston, hvor ni afroamerikanere blev dræbt under bibelstudier i Emanuel African Methodist Episcopal Church. Blandt de dræbte var seniorpræsten, statssenatoren Clementa C. Pinckney; tre ofre overlevede. Kirken er en af de ældste afroamerikanske kirker i USA og har længere været et centrum for organisering af begivenheder relateret til borgerrettigheder.
Politiet arresterede om morgenen efter angrebet Dylann Roof i Shelby, North Carolina; den 21 årige tilhænger af hvidt overherredømme havde deltaget i bibelstudierne, før han begik skyderiet. Han viste sig at have gået efter medlemmer af denne kirke på grund af dens historie og statur. Roof blev erklæret egnet til at stå for retten ved en forbundsdomstol.
I december 2016 blev Roof dømt for 33 føderale hadforbrydelser og mordanklager. Han blev den 10 januar 2017 dømt til døden for disse forbrydelser. Særskilt blev Roof sigtet for ni tilfælde af drab ved domstole i delstaten South Carolina. Roof erklærede sig i april 2017 skyldig i alle ni anklager for at undgå en anden dødsdom, og blev dømt til livsvarigt fængsel uden mulighed for prøveløsladelse. Han vil automatisk modtage appeller over sin dødsdom, men kan i sidste ende blive henrettet af det føderale retssystem.
Roof forfægtede racehad både i et webstedsmanifest, der blev offentliggjort før skyderiet, og efterfølgende i et tidsskrift skrevet fra fængslet. Roof lagde fotos ud på sit websted med emblemer forbundet med hvid overherredømme og med det konfødererede slagflag. Skyderiet udløste debat om moderne visning af flaget og andre mindesmærke for Konføderationen. Efter disse mord stemte South Carolina's Generalforsamling for at fjerne flaget fra delstatsparlamentets områder.
På det tidspunkt var dette en af de to dødeligste masseskyderier på et amerikansk sted for tilbedelse, det anden var et angreb fra 1991 på et buddhistisk tempel i Waddell, Arizona. Efterfølgende har dødsfald fra to masseskyderier ved en kirke i Sutherland Springs, Texas, og ved en synagoge i Pitssburg i henholdsvis 2017 og 2018 overskredet det.